# Río Emperador Guillermo
Río Emperador Guillermo är ett vattendrag i Chile.   Det ligger i regionen Región de Aisén, i den södra delen av landet, 1 300 km söder om huvudstaden Santiago de Chile.
Trakten runt Río Emperador Guillermo består i huvudsak av gräsmarker. Runt Río Emperador Guillermo är det mycket glesbefolkat, med 6 invånare per kvadratkilometer.